# Wapakoneta
Wapakoneta je město a sídlo okresu Auglaize County na západě státu Ohio ve Spojených státech amerických. Má 9474 obyvatel (2000).
Místo bylo významným sídlem indiánského kmene Ottawů, roku 1798 je obsadili Šavané. Ti se pod tlakem Spojených států roku 1831 ve Smlouvě z Wapakonety území vzdali. Město a jeho okolí osídlili bílí osadníci, kteří se věnovali zemědělství, v 80. letech 19. století nabyla na významu i těžba ropy a zemního plynu. V 21. století byly největšími zaměstnavateli Goodyear Tire and Rubber Company a Amcast.
Významní rodáci:
- Neil Armstrong, astronaut a první člověk na Měsíci
- Dudley Nichols, scenárista
- Jennifer Crusie, spisovatelka
- Robert Vogel, sportovní střelec